# Boreostolus
Boreostolus is een geslacht van wantsen uit de familie van de Aenictopecheidae. Het geslacht werd voor het eerst wetenschappelijk beschreven door Wygodzinsky & Štys in 1970.

## Soorten
Het genus bevat de volgende soorten:

- Boreostolus americanus Wygodzinsky & Štys, 1970
- Boreostolus sikhotalinensis Wygodzinsky & Štys, 1970